# Station Alzey
Station Alzey is een spoorwegstation in de Duitse plaats Alzey. Het station werd in 1871 geopend.

## Treindienst
| Serie | Treinsoort                            | Route | Bijzonderheden                      |
| ----- | ------------------------------------- | --- | ----------------------------------- |
| RE 13 | Regional-Express (Vlexx)              | Mainz Hbf – Alzey – Kirchheimbolanden |                                     |
| RB 31 | Regionalbahn (Vlexx)                  | Mainz Hbf – Alzey – Kirchheimbolanden |                                     |
| RB 35 | Regionalbahn (DB Regio Mitte / Vlexx) | Bingen (Rhein) Stadt – Sprendlingen (Rheinhess) – Armsheim – Alzey – Eppelsheim (Rheinhess) – Monsheim – Worms Hbf |                                     |
| RB 49 | Regionalbahn (DB Regio Mitte)         | [ Wörth (Rhein) – Germersheim – Speyer Hbf – Schifferstadt – ] / [ Landau (Pfalz) Hbf – Edenkoben – Neustadt (Weinstr) Hbf – Haßloch (Pfalz) – ] / [ Kaiserslautern Hbf – Hochspeyer – Weidenthal – Lambrecht (Pfalz) – Neustadt (Weinstr) Hbf – Haßloch (Pfalz) – Schifferstadt – ] / [ Alzey – Eppelsheim (Rheinhess) – Monsheim – Worms Hbf – Bobenheim – Frankenthal Hbf – Ludwigshafen-Oggersheim – ] Ludwigshafen (Rhein) Hbf – Ludwigshafen (Rhein) BASF Süd – Ludwigshafen (Rhein) BASF Mitte – Ludwigshafen (Rhein) BASF Nord | alleen in de spits van en naar BASF |